# Iz džungle u džunglu (1997.)
Iz džungle u džunglu (eng. Jungle 2 Jungle), američko-francuska komedija iz 1997. Inspirirana je francuskim filmom "Mali Indijanac, veliki grad", a govori o Indijancu koji dolazi živjeti u New York i mora se priviknuti na najveći svjetski grad.

## Radnja
Michael Cromwell je sebični njujorški broker koji ima sve što želi: novac, moć i žene. Želi se oženiti svojom zaručnicom Charlottom, ali prvo mora dobiti razvod od svoje supruge Patricije koja ga je ostavila prije nekoliko godina. Patricia je sada liječnica u indijanskom plemenu koje živi u nacionalnom parku Canaima. Michael dolazi u Venezuelu kako bi dobio papire, ali umjesto toga doznaje da ima 13-godišnjeg sina Mimi-Sikua. Michael, kojeg su Indijanci prozvali Babun, tijekom vožnje brodom obećaje sinu da će ga odvesti u London kad postane muškarac.
Te noći, Michael prolazi kroz obred inicijacije kojim se postaje muškarac, a poglavica mu zadaje zadatak da donese oganj s Kipa slobode. Michael dovodi sina u svoj stan u New Yorku, što se Charlotti baš i ne svidi. Mimi-Siku se sada mora priviknuti na gradski život, ali mu to ne ide baš lako pa se čak popne na Kip slobode kako bi došao do vatre! Međutim, grdno se razočara vidjevši da je vatra lažna. Tijekom boravka u kući Michaelova poslovnog partnera Richarda Kempstera, Mimi-Siku se zbližava s lijepom djevojčicom Karen. Daje joj ime Ukume - "zvuk vode u rijeci". Međutim, nevolje nastaju kad Mimi-Siku skuha skupocjene ribe koje je Richard kupio za 10.000 dolara te kad ih on zatekne kako zajedno spavaju. Gnjevni Richard prijeti da će poslati Karen u ljetni logor.
Dvije obitelji su pod prijetnjom ruske mafije čiji poglavar Jovanovič misli da su ih prevarili. Zajedno s nekoliko plaćenika, zarobljava Richarda u njegovom vlastitom stanu, ali Mimi-Siku uz pomoć svoje paučice Maitike onesposobljava Jovanoviča, a između mafijaša i članova obitelji zametne se bitka. Unatoč sitnim poteškoćama, obitelji pobjeđuju. Nakon toga Mimi-Siku se mora vratiti u amazonsku džunglu, a Michael mu daje mobitel i upaljač koji izgleda kao Kip slobode. On mu zauzvrat ostavlja puhaljku te mu kaže da vježba gađati muhe i da mu kaže kad uspije.
Uskoro, Michael uviđa da je Charlotte ohola i da misli samo na sebe, te prekida vezu s njom i odlazi svojoj istinskoj obitelji. U selo Lipo-Lipo dolaze i Kempsterovi. Mimi-Siku i Karen te Michael i Patricia ponovno su ujedinjeni i sve završava sretno.

## Uloge
| - Tim Allen kao Michael Cromwell - Sam Hunting kao Mimi-Siku - Martin Short kao Richard Kempster - JoBeth Williams kao dr. Patricia Cromwell - Lolita Davidovich kao Charlotte - David Ogden Stiers kao Aleksej Jovanovič - Bob Dishy kao George Langston - Valerie Mahaffey kao Jan Kempster - Leelee Sobieski kao Karen Kempster | - Frankie Galasso kao Andrew Kempster - Luis Avalos kao Abe - Carole Shelley kao Fiona - Dominic Keating kao Ian - Rondy Reed kao Sarah - Oni Faida Lampley kao Madeleine - Nicolas Giangiulio kao ruski mafijaš - Don Picard kao ruski mafijaš - Derek Smith kao Louis |